# Hipotensión
En medicina, la hipotensión hace referencia a una condición anormal en la que la presión sanguínea de una persona es mucho más baja de lo habitual, lo que puede provocar síntomas como vértigo o mareo. Generalmente dura unos pocos segundos o minutos aunque en algunos casos puede prolongarse durante horas.

## Consideraciones generales
Por los términos tensión arterial conocemos el concepto de presión que la sangre ejerce sobre las paredes de los vasos que la conducen a través del aparato circulatorio. La hipotensión consistiría en una medida de esta presión por debajo de unas cifras consensuadas en la comunidad científica como las normales para un rango de sexo y edad.
Una presión sanguínea demasiado baja hace que llegue un flujo insuficiente de sangre a los órganos vitales del cuerpo a través de las  arterias. Se debe tener en cuenta que, en función de la estructura corporal de cada persona, lo que para una es una presión sanguínea baja, para otra puede ser normal. Un recién nacido tiene una presión sanguínea distinta a la de un adolescente, una mujer en edad fértil o a la de un anciano aquejado de diversas dolencias. Lo importante, por tanto, es observar la diferencia que se pudiera presentar respecto al valor normal de cada persona. 
Las personas que sufren de hipotensión no pueden experimentar emociones fuertes debido al incremento de actividad cardíaca que éstas implican, ya que la presión sigue siendo muy baja y el corazón late muy rápido, provocando así una difusión anormal de la sangre, causando que la presión baje aún más de lo normal.
La presión sanguínea normal es usualmente de 120/80 mmHg (sistólica/diastólica). En personas sanas, especialmente atletas, una presión sanguínea baja es señal de buena salud cardiovascular (corazón y vasos sanguíneos) pero en otros puede ser señal de algún problema subyacente —especialmente en la vejez— que puede causar un flujo sanguíneo inadecuado al corazón, cerebro y a otros órganos vitales.
En cualquier individuo, una presión sistólica menor a 90 mmHg o una presión diastólica menor a 40 mmHg se debe diagnosticar como hipotensión arterial.

## Causas
La hipotensión suele originarse por alguno de estos factores:
- agentes ansiolíticos
- anafilaxia
- analgésicos narcóticos
- antidepresivos
- arritmias
- ataque cardíaco
- deshidratación
- diabetes
- diuréticos
- insuficiencia cardíaca
- medicamentos para el corazón
- medicamentos empleados en cirugía
- síncope
- shock (choque) - choque hipovolémico, choque obstructivo, choque cardiogénico, choque distributivo
- trastornos alimenticios, como la anorexia

Otra causa muy común es la hipotensión ortostática, producida por el cambio repentino de posición del cuerpo, habitualmente al levantarse rápidamente de la cama o de una silla. También al fumar, en una persona que no está acostumbrada al efecto del tabaco.[cita requerida]

## Síntomas
La hipotensión suele venir acompañada de otros síntomas:
- Palidez
- Mareo
- Náusea
- Vómito
- Síncope (desmayo)
- Dolor torácico
- Dificultad respiratoria
- Palpitaciones
- Parestesia o adormecimiento (usualmente manos, piernas y cabeza)
- Dolor de cabeza
- Sensación de inestabilidad
- Rigidez cervical
- Visión borrosa
- Vértigo

## Consecuencias
La hipotensión suele afectar a:
- Sistema nervioso central
- Arterias periféricas
- Corazón
- Riñones

## Tratamiento
Personas con hipotensión deben evitar permanecer de pie, estar sentados o bien acostados por un período prolongado. Se puede aumentar la cantidad de sal en la dieta y tomar líquidos no alcohólicos, en especial alguna infusión de té o de café. De verse repeticiones constantes, se recomienda tratarlas con medicamentos como fludrocortisona. Para todo lo anterior, conviene orientarse y dejarse llevar siguiendo algún criterio médico.[cita requerida]
Ponerse en contacto con un médico cuando pase cualquiera de las siguientes complicaciones:[cita requerida]
- Si se sufre de síncope
- Dificultades respiratorias
- Heces oscuras
- Vértigos
- Fiebre superior a los 38 °C
- Arritmia
- Shock (estos son casos de emergencia)